# Pseudobagrus brachyrhabdion
Pseudobagrus brachyrhabdion är en fiskart som beskrevs av Cheng, Ishihara och Zhang 2008. Pseudobagrus brachyrhabdion ingår i släktet Pseudobagrus och familjen Bagridae. Inga underarter finns listade i Catalogue of Life.